# Pfarrhof (Hopfen am See)

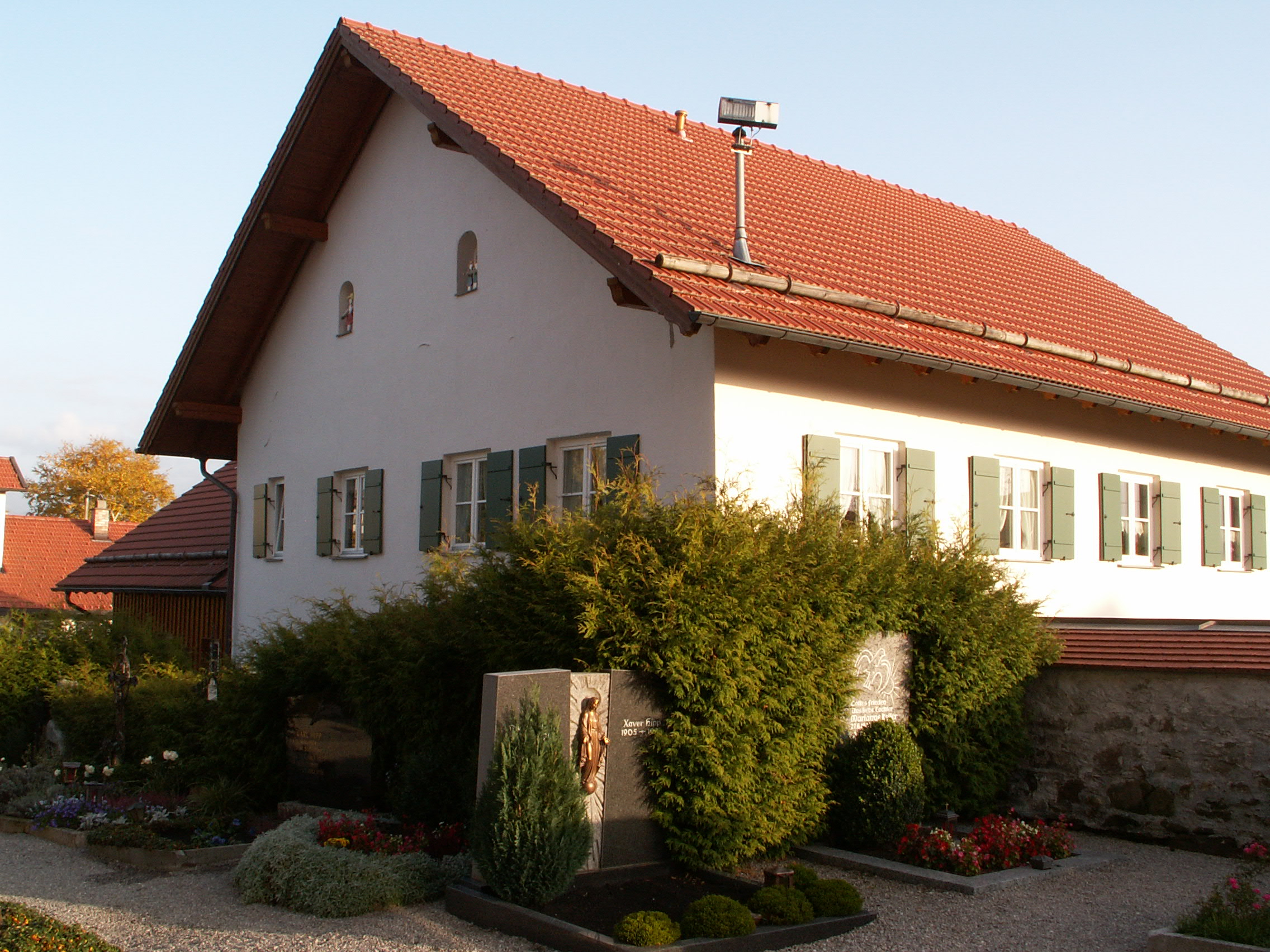
Ehemaliges Pfarrhaus in Hopfen am See

Der Pfarrhof in Hopfen am See, einem Stadtteil von Füssen im Landkreis Ostallgäu im bayerischen Regierungsbezirk Schwaben, wurde im Kern 1434 errichtet. Das ehemalige Pfarrhaus an der Riedener Straße 1, südlich der katholischen Pfarrkirche St. Peter und Paul, ist ein geschütztes Baudenkmal.
Der Satteldachbau besitzt vier zu vier Fensterachsen.
Der nach Osten angebaute Wirtschaftsteil mit Kopfbändern, Hakenschopf, offener Riegelwand und alter Verbretterung wurde in der zweiten Hälfte des 18. Jahrhunderts erbaut.